# IPad (第8世代)
iPad（アイパッド）は、Appleが開発、販売するタブレット型コンピュータである。iPadシリーズの第8世代にあたる機種。

## 概要
2020年9月15日（米国時間）に、スペシャルイベントで発表された。当日より価格は34,800円（329ドル）から、予約の受付を開始し、9月18日から販売開始した。
販売価格は前世代から据え置きで、カラーや本体サイズは前世代と同じで大きな変更箇所はない。
SoCがApple A10からA12 Bionicに変わり、Apple A10 Fusionよりも大幅なスペックの向上をしている。そのため、最安価なベーシックモデルながらSoCが前世代の倍以上に高速化している。iPad (無印)シリーズとして初めて、画像編集などで従来は不可能だった処理を実現できる機械学習コアNeural Engineを搭載している。
20W USB-C電源アダプタが付属しており、USB-PDによる急速充電に対応している。

## iPadモデルの変遷
（横スクロールできる画像です）